# Spilosoma lubricipeda
Espèce
L'Écaille tigrée (Spilosoma lubricipeda) est une espèce paléarctique de lépidoptères (papillons) de la famille des Erebidae et de la sous-famille des Arctiinae.

## Description
L'imago de Spilosoma lubricipeda est un papillon d'une envergure variant entre 34 et 48 mm, blanc à points noirs. Tout ou partie des points noirs sont parfois absents. Le dessus de l'abdomen est orange, le dessous, blanc.
La chenille est brun foncé avec la tête noire et une ligne dorsale médiane brun clair, rouge ou orangée.

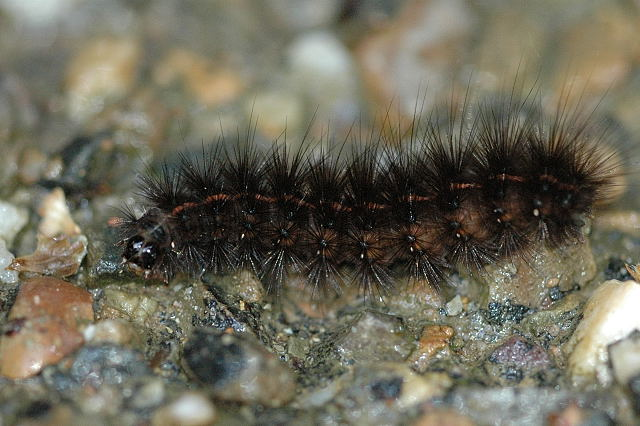
Chenille, en Belgique.

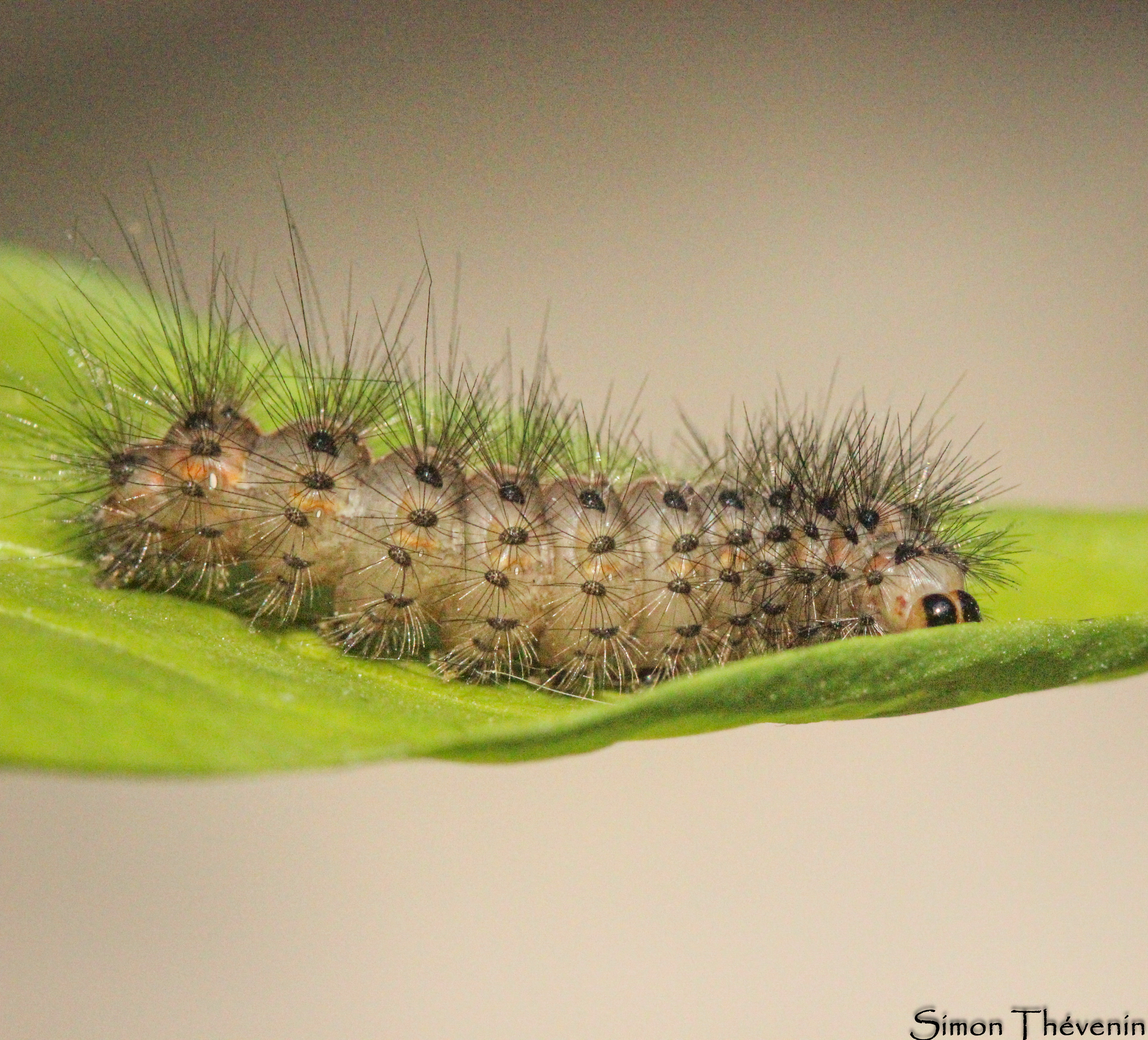
Chenille, en France.

## Distribution
L'espèce occupe presque toute l'Europe, et est répandue à travers l'Asie jusqu'au Japon. 
Elle est répandue dans toute la France métropolitaine.

## Écologie
Les adultes sont visibles de mai à août. L'espèce occupe des milieux très divers, même les jardins. Les chenilles se nourrissent de nombreuses espèces de plantes basses sauvages ou cultivées. Elles sont capables de se déplacer rapidement, d'où l'épithète spécifique lubricipeda.